# Ram Mandir, Ayodhya
Đền Ram Janmabhoomi là một ngôi đền Hindu đang được xây dựng tại địa điểm hành hương linh thiêng Ram Janmabhoomi ở Ayodhya của Uttar Pradesh, Ấn Độ. Ram Janmabhoomi là nơi sinh của Rama, được người Ấn giáo tôn thờ như hóa thân thứ bảy của Thần Vishnu. Việc xây dựng ngôi đền sẽ được Shri Ram Janmabhoomi Teerth Kshetra thực hiện. Ngôi đền đã được gia đình Sompura của Gujarat  thiết kế.

## Lịch sử
Rama, được coi là một hóa thân của thần Vishnu, là một vị thần Hindu được tôn thờ rộng rãi. Theo sử thi Ấn Độ cổ đại, Ramayana, Rama được sinh ra ở Ayodhya. Điều này được biết đến như là nơi sinh của Ram Janmabhoomi hoặc Ram. Vào thế kỷ 15, người Mughals đã xây dựng một nhà thờ Hồi giáo, Babri Masjid, trên Ram Janmabhoomi. Người Ấn giáo tin rằng nhà thờ Hồi giáo được xây dựng sau khi san bằng một ngôi đền Hindu. Chỉ đến những năm 1850, tranh chấp nổi lên với hình thức bạo lực.
Vishva Hindu Parishad (VHP) đã tuyên bố rằng họ sẽ đặt viên đá khởi công ngôi đền trên lãnh thổ tranh chấp, trước khi được lệnh dừng lại bởi thẩm phán Lucknow của Tòa án tối cao Allahabad. VHP sau đó đã thu thập tiền và gạch với chữ "Shree Ram" được viết trên đó. Sau đó, Bộ Rajiv Gandhi đã cho phép VHP làm Shilanyas,  khi đó là Bộ trưởng Nội vụ Buta Singh chính thức cấp phép cho lãnh đạo VHP Ashok Singhal. Ban đầu, Trung tâm và chính quyền tiểu bang đã đồng ý về việc tiến hành Shilanyas bên ngoài địa điểm tranh chấp. Tuy nhiên, vào ngày 9 tháng 11 năm 1989, một nhóm các nhà lãnh đạo VHP và Sadhus đã đặt viên đá khởi công bằng cách đào một cái hố 7 khối trên vùng đất tranh chấp. Singhdwar (lối vào chính) của khu bảo tồn tôn nghiêm đã được đặt ở đây. Kameshwar Chaupal (một thủ lĩnh Dalit từ Bihar) đã trở thành một trong những người đầu tiên đặt viên đá khởi công này.
Hình thức bạo lực của tranh chấp leo thang vào tháng 12 năm 1992 khi việc phá hủy Babri Masjid diễn ra. Nhiều tranh chấp về quyền sở hữu và pháp lý cũng đã diễn ra, chẳng hạn như thông qua việc Mua lại một số khu vực tại Pháp lệnh Ayodhya, 1993. Chỉ sau khi phán quyết của Tòa án Tối cao 2019 về tranh chấp Ayodhya, người ta mới quyết định mảnh đất tranh chấp sẽ được chuyển giao cho một quỹ ủy thác do Chính phủ hình thành. Quỹ được thành lập có tên là Shri Ram Janmabhoomi Teerth Kshetra. Vào ngày 5 tháng 2 năm 2020, quốc hội đã tuyên bố rằng Bộ Modi thứ hai đã chấp nhận một kế hoạch xây dựng ngôi đền.
Ram Lalla, vị thần của ngôi đền, là một đương sự trong vụ kiện tranh chấp từ năm 1989. Ông được đại diện bởi Triloki Nath Pandey, một lãnh đạo cấp cao của VHP, người được coi là người bạn 'con người' tiếp theo của Ram Lalla.